# Park City (Utah)
Park City és una població dels Estats Units a l'estat de Utah. Segons el cens del 2000 tenia 7.731 habitants.
La ciutat, Park City, va ser colonitzada per Parley Pratt després que va explorar l'àrea amb colons mormons en 1848. Durant la dècada de 1860, Patrick Connor va descobrir plata, que atrau grans multituds dels miners. La Primera Guerra Mundial i la Gran Depressió van devastar la indústria minera, el que va obligar els residents a trobar una nova indústria. Com a resultat, els miners van llançar la idea d'obrir una estació d'esquí. Ara, gràcies a l'esquí, Park City és una de les ciutats turístiques més animades del país. 

## Demografia
Segons el cens del 2000, Park City tenia 7.371 habitants, 2.705 habitatges, i 1.687 famílies. La densitat de població era de 301,8 habitants per km².
Dels 2.705 habitatges en un 32,2% hi vivien nens de menys de 18 anys, en un 51,9% hi vivien parelles casades, en un 7,2% dones solteres, i en un 37,6% no eren unitats familiars. En el 21,4% dels habitatges hi vivien persones soles el 3% de les quals corresponia a persones de 65 anys o més que vivien soles. El nombre mitjà de persones vivint en cada habitatge era de 2,72 i el nombre mitjà de persones que vivien en cada família era de 3,11.
Per edats la població es repartia de la següent manera: un 23,3% tenia menys de 18 anys, un 11,4% entre 18 i 24, un 35,1% entre 25 i 44, un 25,6% de 45 a 60 i un 4,6% 65 anys o més.
L'edat mediana era de 33 anys. Per cada 100 dones de 18 o més anys hi havia 118,9 homes.
La renda mediana per habitatge era de 65.800 $ i la renda mediana per família de 77.137 $. Els homes tenien una renda mediana de 40.032 $ mentre que les dones 26.341 $. La renda per capita de la població era de 45.164 $. Entorn del 5,3% de les famílies i el 10% de la població estaven per davall del llindar de pobresa.

## Poblacions properes
El següent diagrama mostra les poblacions més properes.